# Virgil Snyder
Virgil Snyder   (Dixon, 9 de novembre de 1869 - Ithaca, 4 de gener de 1950) va ser un matemàtic nord-americà, professor de la Universitat de Cornell.

## Vida i obra
Snyder va néixer en una família d'origen germànic, el cognom havia estat originàriament Schneider. Des de 1886 fins a 1889 va estudiar al Iowa State College (actualment Universitat Estatal d'Iowa) i els dos cursos següents va ampliar estudis a la universitat de Cornell. Finalment, va anar a la universitat de Göttingen, on va obtenir el doctorat el 1894 dots la direcció de Felix Klein. El 1895 va retornar a Cornell, on va romandre com a professor de matemàtiques més de quaranta anys.
Els primers treballs matemàtics de Snyder van ser sobre les estructures mètriques que sorgeixen de la geometria esfèrica. Aquest interès inicial va influir tota la seva obra subseqüent, especialment la referida a les transformacions de Cremona i a la geometria birracional de les corbes. No obstant, la seva obra està ancorada en les tècniques matemàtiques del segle xix quan molts matemàtics ja havien començat a treballar en les tècniques que vam emergir a començaments del XX. Va ser un autor prolífic, amb més de vuitanta llibres i articles publicats.
Snyder també es va comprometre activament en l'ensenyament de nivell universitari, essent autor de diversos llibres de text i dirigint més de quaranta tesis doctorals, tot i que molt pocs dels seus deixebles van ser investigadors productius.
Snyder va ser el dinovè president de la Societat Americana de Matemàtiques en els anys 1928-1929.